# Pycreus lijiangensis
Pycreus lijiangensis är en halvgräsart som beskrevs av Lun Kai Dai. Pycreus lijiangensis ingår i släktet Pycreus och familjen halvgräs. Inga underarter finns listade i Catalogue of Life.